# 米基季奇 (杜布諾區)
50°20′39″N 25°39′14″E / 50.34417°N 25.65389°E
米基季奇（烏克蘭語：Микитичі），是烏克蘭的村落，位於該國西北部羅夫諾州，由杜布諾區負責管轄，始建於1545年，面積0.09平方公里，海拔高度221米，2001年人口188，人口密度每平方公里2,136.4人。